# Corps d’Aviation des Forces Armées d’Haïti
Das Corps d'Aviation des Forces Armées d’Haïti war die Luftwaffe der haitianischen Streitkräfte und bestand von 1958 bis 1994. Die Auflösung der Streitkräfte erfolgte im Zuge der amerikanischen Invasion des Jahres 1994, der Operation Uphold Democracy. 
In den seit dem Jahr 2011 in Aufstellung befindlichen neuen Streitkräften Haitis (Force de Défense Haïtienne) spielt eine Luftwaffe keine Rolle. 

## Geschichte
Während des Zweiten Weltkriegs statteten die Vereinigten Staaten Haiti mit Flugzeugen aus, um angesichts der strategisch günstigen Lage an der Windward-Passage gegen die Aktivitäten deutscher U-Boote vorzugehen. Die Aufklärungsmaschinen der damals Corps d'Aviation d'Haiti bezeichneten Einheit wurden bei Môle-Saint-Nicolas im äußersten Nordwesten des Landes stationiert, wo sich Bowen Airfield, ein militärischer Flugplatz aus der Zeit der amerikanischen Besetzung Haitis, befand.
Im Jahr 1957 erhielt das Corps d'Aviation d'Haiti erste Kampfflugzeuge. Die Vereinigten Staaten lieferten dem Diktator François Duvalier sechs North American P-51 Mustang. Im Oktober wurden diese Jagdflugzeuge durch T-28 Trojan ersetzt, die Frankreich lieferte. Im Jahr 1975 folgten Cessna O-2A Skymaster als Aufklärungskomponente. 
In den 1980er Jahren erhielt die Luftstreitkraft ihre ersten Düsenflugzeuge der Marke Alenia Aermacchi M-211, die durch Aufklärungsmaschinen des Typs Aermacchi SF-260 ergänzt wurden. Die O-2A Skymaster wurden zur Ausschlachtung an die Dominikanische Republik verkauft. 
Von den Aermacchi M-211 wurden im Jahr 1990 zwei an eine private Fluggesellschaft in den Vereinigten Staaten verkauft, zwei weitere gingen an die Luftstreitkräfte Singapurs. 
Während der Operation Uphold Democracy spielte die haitianische Luftwaffe praktisch keine Rolle. Sie verfügte zu der Zeit über zwei Taylorcraft L-2 Grasshopper, drei BT-78 Valiant Maschinen für Transportzwecke und ein Curtiss C-46 Commando Transportflugzeug.
Die Flotte war aus Altersgründen und wegen mangelnder Wartung zum Zeitpunkt der Auflösung der haitianischen Streitkräfte im Jahr 1994 in schlechtem Zustand. 
Das Hauptquartier und der wichtigste Stützpunkt (Aviation Militaire) befand sich in Clercine, Port-au-Prince, am östlichen Rand des internationalen Flughafens. In den 2010er Jahren übernahm das chilenische Lufttransportbataillon der MINUSTAH das Gelände. Daneben wurde lediglich der Flugplatz Môle-Saint-Nicolas genutzt.